# シフラン

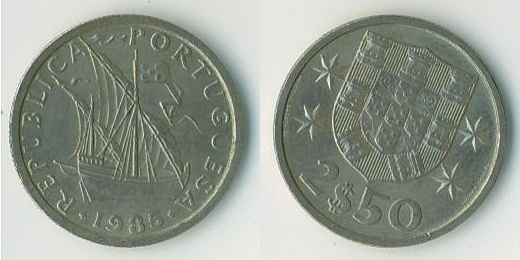
2.50ポルトガル・エスクード硬貨の裏面に描かれたシフラン

シフラン ({\displaystyle \mathrm {S} \!\!\!\Vert })（cifrão, ポルトガル語発音: [siˈfɾɐ̃w̃] ( 音声ファイル)）は、通貨記号の一種である。ドル記号($)に似ているが、縦棒がのように2本になっている。
カーボベルデ・エスクードの公式の記号であり、ブラジル・レアルの記号にも使われている。かつて使われていた通貨であるポルトガル・エスクードやポルトガル領ティモール・エスクードの通貨記号でもあった。ポルトガルとカーボベルデでは、シフランはエスクードとセンターボの間の小数点の位置に置かれる（例: 250）.。
シフランという名前は、アラビア語のcifr.に由来する。

## 文字コード
Unicodeでは、ドル記号の縦棒が1本か2本かの違いは単なるスタイルの違いであると見做しており、ドル記号とは別にシフランのための文字コードは割り当てられていない。LaTeXでは、textcompパッケージをインストールすると、\textdollaroldstyleでシフラン({\displaystyle \mathrm {S} \!\!\!\Vert })が入力できる。
コンピュータでシフランを入力するのが困難であることから、公式の用途でも縦棒が1本の $ で代用されることがよくある。

## その他の利用法
メキシコ・コロンビア・チリでは、縦棒1本の $ をペソの記号として使うことから、それと区別するためにドルの記号にシフランを使用する。